# 消費者力検定試験
消費者力検定試験（しょうひしゃりょくけんていしけん）は、財団法人日本消費者協会が実施する検定試験である。

## 概要
2004年（平成16年）から消費者啓発のための検定試験である。生活の正しい知識を消費者自身が身につけることを目的としている。
試験は毎年1回、11月に行なわれている。試験会場は札幌、仙台、東京、横浜、新潟、名古屋、大阪、神戸、広島、福岡の10ヶ所で、受験者5名以上で団体受験も可能。基礎コースと応用コースがあり、得点によってそれぞれに1級から5級に認定される。基礎コース：4テーマ、合計40問（40点満点）
応用コース：7テーマ、合計70問（70点満点）。受験資格はとくに設けられておらず、だれでも受験が可能。